# Зуев, Виктор Павлович
Виктор Павлович Зу́ев (1907—1974) — советский химик.

## Биография
Родился 10 (23 марта) 1907 года в Юхнове (ныне Калужская область). Окончил Юхновскую среднюю школу, химико-технологический факультет ЛГУ (1932) и аспирантуру. Кандидат технических наук (1962).
В 1931—1938 годах работал на опытном заводе синтетического каучука.
В 1938—1974 годах — научный сотрудник и руководитель лаборатории ВНИИ шинной промышленности.
Соавтор книги:
- Зуев В. П., Михайлов В. В. Производство сажи. — М.: Химия, 1970. — 317 с.

Умер 13 августа 1974 года.

## Награды и премии
- Сталинская премия третьей степени (1951) — за разработку новой технологии производства сажи
- Ленинская премия (1963) — за разработку процесса и промышленной технологии получения печной активной высокодисперсной сажи ПМ-70 из жидких углеводородов